# Kappmesser

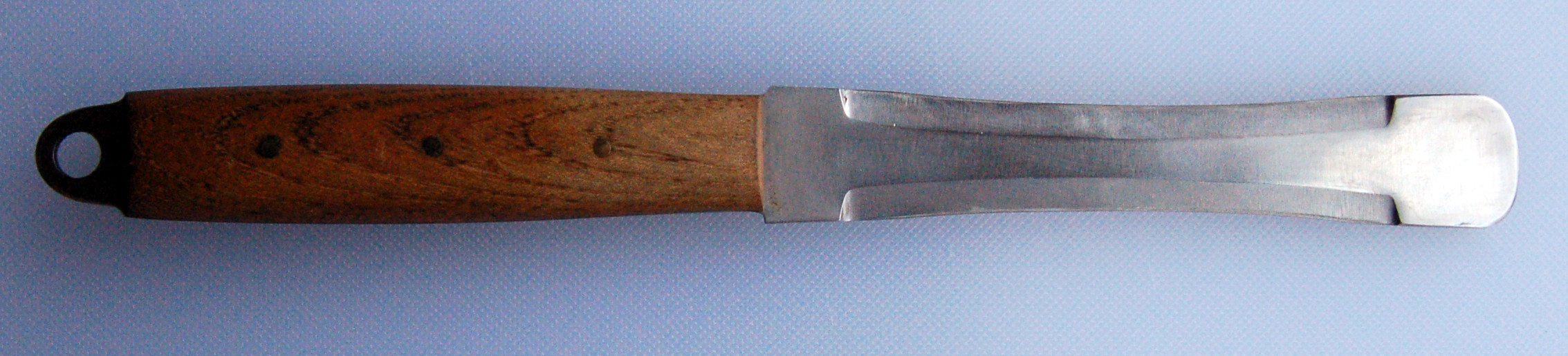
Fallschirmkappmesser der NVA der DDR

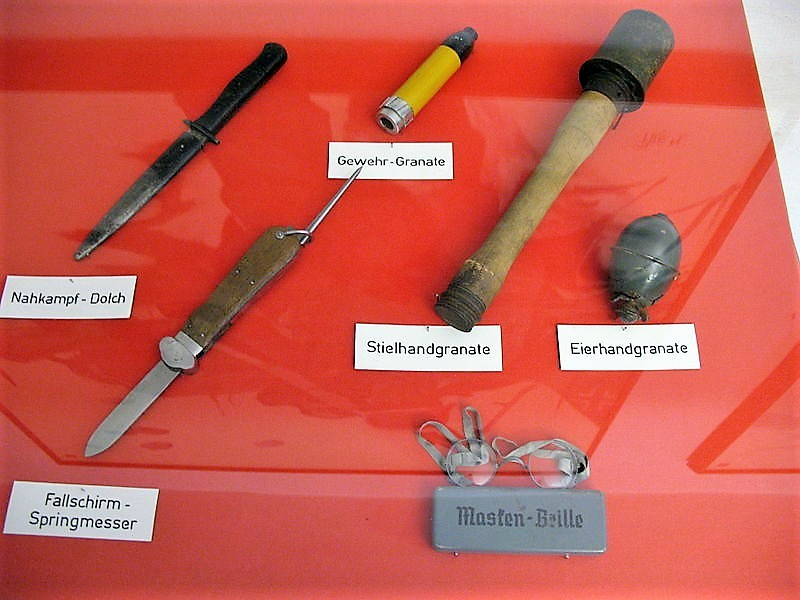
Nahkampfdolch, Flieger-Kappmesser, Gewehrgranate, Handgranaten

Kappmesser sind Werkzeuge, die speziell für das Durchschneiden von Seilen und Leinen ausgelegt sind. Eingesetzt werden sie von Feuerwehren, Fallschirmspringern (zum Durchtrennen einer verhangenen Aufziehleine), in der Höhenrettung, beim Canyoning sowie beim Segeln.

Kappmesser können mit feststehender Klinge oder als Klapp- oder Fallmesser gefertigt sein. In manchen Fällen ist die Klingenspitze mit einem „Knopf“ versehen oder abgestumpft, um beim Einsatz dicht am Körper Stichverletzungen zu vermeiden.

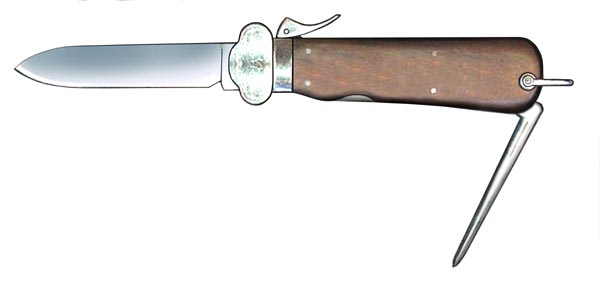
Flieger-Kappmesser der WH-Luftwaffe (mit Pricker)

Vielfach ist die Klinge nach innen gekrümmt und ganz oder teilweise mit einem Wellenschliff oder einer Sägezahnung versehen.
Auch das Tauchermesser wird als Kappmesser betrachtet, um dem Taucher eine Befreiung aus Leinen und Netzen unter Wasser zu ermöglichen.

## Geschichte

### Walfang
Kappmesser wurden beim Walfang im 18. Jahrhundert eingesetzt und dienten dazu, Seile oder Schlepptaue zu kappen.

### Fliegerkappmesser
Die wohl bekanntesten Kappmesser sind die 1936 durch die Solinger Metallwaren-Fabrik für die Luftwaffe entwickelten Fliegerkappmesser. Diese Messer wurden zunächst ausschließlich an Luftfahrzeugbesatzungen und Fallschirmjäger der Wehrmacht ausgegeben und dienten als Rettungsmesser.
Im Laufe des Zweiten Weltkrieges änderte sich die Rolle dieses Messers jedoch grundsätzlich. Bedingt durch die schweren Kämpfe an der Ostfront wurden die Fliegerkappmesser 1944 auch an die an der Ostfront eingesetzte 1. Skijägerdivision ausgegeben. Auch SS-Verbände insbesondere das Fallschirmjäger-Bataillon 500 und die SS-Jagdverbände hatten zentralisierte Bestände dieser „Sondermesser“, welche vor Angriffen gegen die russische Front an die Spitzenzüge ausgegeben wurden. So lautete der Eintrag vom 18. Oktober 1943 im Kriegstagebuch der Organisations-Abteilung II des Generalstabes des Heeres: „Da von Seiten der Truppe häufig der Wunsch geäußert wird, das Seitengewehr 84/98 abzuschaffen, wird erstmalig in Truppenversuchen das Seitengewehr 42, der Armeedolch und das Fliegerkappmesser gegeben“.
Die Nachkriegsversion(en) dieses Messers wurden von 1958 bis 2017 bei der Bundeswehr verwendet und sind zivil verbotene Gegenstände als Waffe. Im Fallschirmspringen werden heute anstatt Kappmessern Gurtmesser eingesetzt.